# Jorge Cheyre
Jorge Emilio Cheyre Poudensan (Valparaíso, 12 de enero de 1927 - Santiago, 16 de septiembre de 2013) fue un empresario y dirigente gremial chileno, presidente de la Asociación de Industriales Metalúrgicos y Metalmecánicos (Asimet) por espacio de cuatro años.

## Vida pública
Aunque egresó de la Escuela Naval Arturo Prat, en 1949 decidió retirarse de la actividad marina. Su vida empresarial la inició a principios de la década de 1950 con su incorporación a una industria textil vinculada a su familia. Posteriormente, concentró sus fuerzas en negocios relacionados con el rubro de la línea blanca.
Por más de cinco décadas estuvo relacionado con Asimet, organización gremial que presidió entre los años 1975 y 1979 y por la que se vinculó a través de la empresa Famasol.
En reconocimiento a su rol en la industria, la asociación le otorgó en 2010 el premio Américo Simonetti Fiorentini.

### Matrimonio e hijos
Contrajo matrimonio con Adriana Valenzuela Manterola, con quien tuvo cinco hijos, entre los cuales se cuenta Hernán, economista y académico que durante el Gobierno del presidente Sebastián Piñera se desempeñó como vicepresidente ejecutivo de la estatal Corporación de Fomento de la Producción (Corfo).
Falleció en septiembre de 2013 a la edad de 86 años.